# Bartramia obscura
Bartramia obscura är en bladmossart som beskrevs av Dixon in Christophersen 1960. Bartramia obscura ingår i släktet äppelmossor, och familjen Bartramiaceae. Inga underarter finns listade i Catalogue of Life.